# Sgùrr Eilde Mòr
Der Sgùrr Eilde Mòr ist ein als Munro und Marilyn eingestufter, 1010 Meter hoher Berg in Schottland. Sein gälischer Name kann in etwa mit Große Spitze der Hirschkuh übersetzt werden.

## Beschreibung
Er liegt in der Council Area Highland in der südöstlich von Fort William und dem Ben Nevis gelegenen Berggruppe der Mamores. Die Hauptkette der Mamores erstreckt sich in Ost-West-Richtung zwischen dem Glen Nevis und der südlich gelegenen Ortschaft Kinlochleven und weist insgesamt acht Munros auf. Zwei weitere Munros liegen etwas abseits östlich der Hauptkette. Der Sgùrr Eilde Mòr ist von den beiden abseits liegenden Gipfeln der höhere und zugleich der östlichste Gipfel der Mamores. 

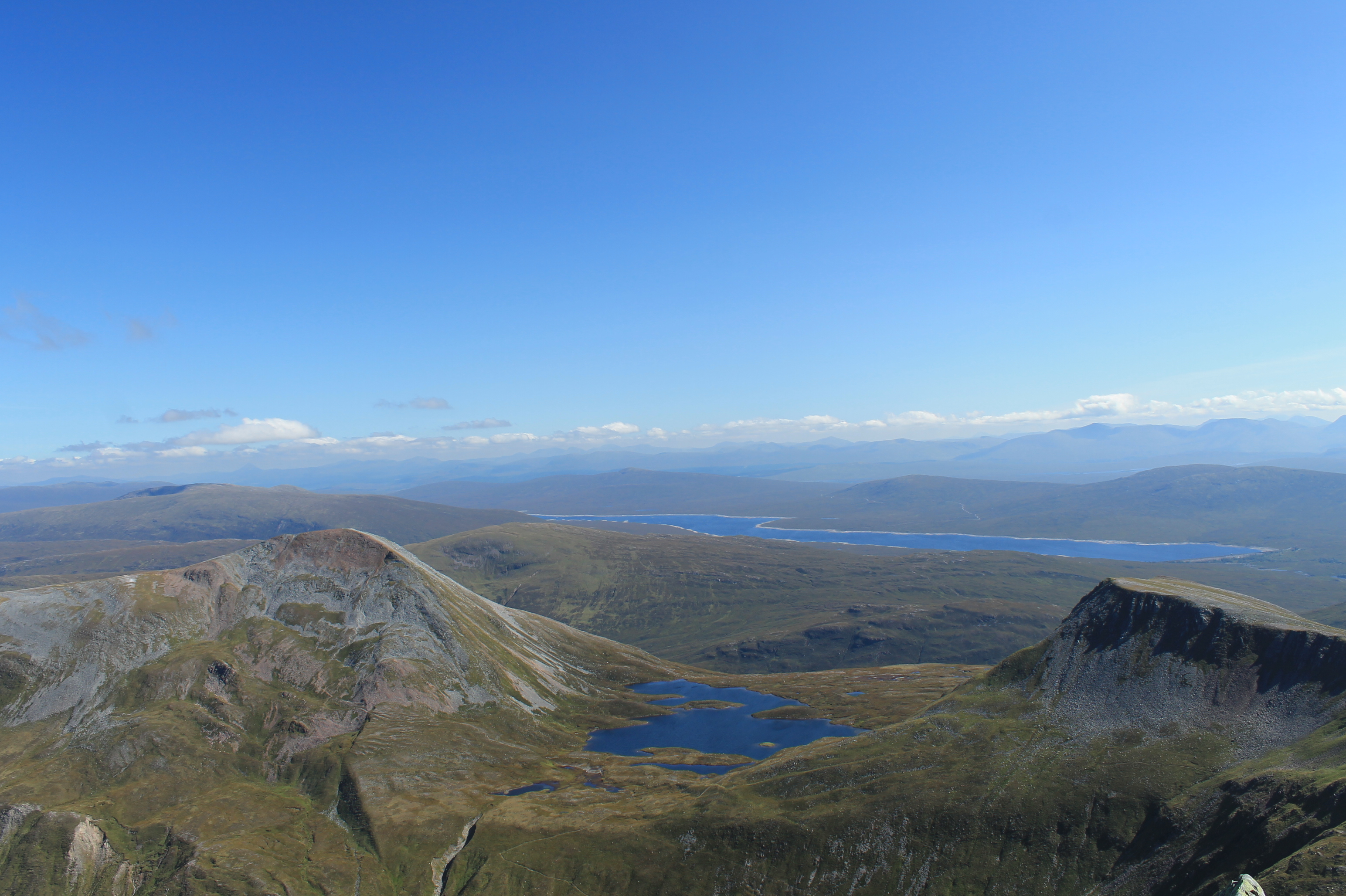
Blick vom Binnein Mòr nach Südwesten, links der Sgùrr Eilde Mòr, rechts der Sgòr Eilde Beag, ein Vorgipfel des Binnein Mòr

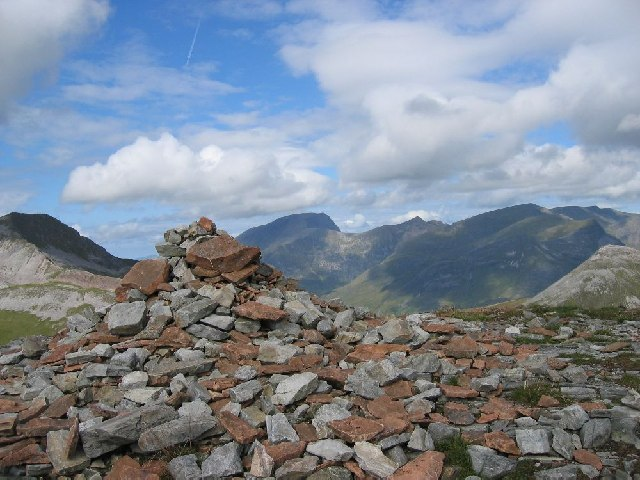
Der Gipfelcairn des Sgùrr Eilde Mòr, im Hintergrund links der Binnein Mòr, in der Mitte der Ben Nevis, rechts davon die Spitze des Càrn Mòr Dearg und der Aonach Beag

Der steinige, felsdurchsetzte, aus Quarzit und Glimmerschiefer aufgebaute Gipfel des Sgùrr Eilde Mòr ist in etwa in Form einer dreiseitigen Pyramide aufgebaut. Nach Nordwesten, Südosten und Westen fallen jeweils Grate vom Gipfel steil ab. Der Grat in Richtung Nordwesten fällt nur bis auf etwa 950 Meter steiler ab und läuft dann in einem langen, weniger steil abfallenden, als Druim Sgùrr Eilde bezeichneten Grat aus. Die von West- und Südostgrat begrenzte Südwestseite des Bergs überragt das auf etwa 740 Meter Höhe liegende Coire an Lochain, das ihn zugleich vom westlich benachbarten Binnein Mòr und seinen Vorgipfeln, dem höchsten Berg der Mamores, trennt. Das Coire an Lochain ist ein relativ flacher Sattel zwischen den beiden Bergen, an das sich nach Norden das Tal des Coire a’ Bhinnein anschließt, das ins Glen Nevis entwässert. Das Coire a’ Bhinnein trennt den Sgùrr Eilde Mòr auch vom nördlich benachbarten, 943 Meter hohen Binnein Beag, dem zweiten der abseits der Hauptkette liegenden Munro in den Mamores. Nach Süden schließt sich das tiefer liegende Loch Eilde Mòr an, das über den Allt na h-Eilde in den River Leven und schließlich Loch Leven entwässert. Im Coire an Lochain liegen mehrere, teils buchtenreiche Lochs. 

## Aufstieg
Aufgrund seiner Lage am Ostrand der Mamores erfordern alle Anstiege zum Sgùrr Eilde Mòr lange Anmärsche. Viele Munro-Bagger kombinieren eine Besteigung des Sgùrr Eilde Mòr mit der des benachbarten Binnein Beag. Ausgangspunkt ist Kinlochleven, von dort führt der Weg zunächst über einen Public Footpath in Richtung Spean Bridge und Corrour Station zum Westende des Loch Eilde Mòr. Oberhalb des Lochs führt der Anstieg unterhalb der Ostwand des Sgor Eilde Beag in das Coire an Lochain und an dessen Nordende zum Westgrat. Links des Westgrats führt der Anstieg über die Nordwestseite des Bergs zum Gipfel. Eine weitere Zustiegsmöglichkeit besteht über den Druim Sgùrr Eilde aus Richtung Nordosten, erfordert aber einen deutlich längeren Anmarsch über das Glen Nevis.